# إدوين جاكسون (لاعب كرة قاعدة)
إدوين جاكسون (بالإنجليزية: Edwin Jackson) هو لاعب كرة قاعدة أمريكي، ولد في 9 سبتمبر 1983 في نوي-أولم في ألمانيا.

## وصلات خارجية
- إدوين جاكسون على موقع دوري كرة القاعدة الرئيسي (الإنجليزية)
- إدوين جاكسون على موقعبيزبول رفرنس.كوم (الدوري الرئيسي) (الإنجليزية)
- إدوين جاكسون على موقعبيزبول رفرنس.كوم (الدوري الثانوي) (الإنجليزية)
- إدوين جاكسون على موقع إي إس بي إن.كوم (أم.أل.بي) (الإنجليزية)
- إدوين جاكسون على موقع مشجعي الرسوم البيانية (الإنجليزية)
- إدوين جاكسون على موقع اللجنة الأولمبية الدولية (الإنجليزية)
- إدوين جاكسون على موقع أوليمبيديا (الإنجليزية)